# Dystrykt Rainy River
Dystrykt Rainy River (ang. Rainy River District) - jednostka administracyjna kanadyjskiej prowincji Ontario.
Dystrykt ma 21 564 mieszkańców. Język angielski jest językiem ojczystym dla 95,2%, francuski dla 1,6% mieszkańców (2006).
W skład dystryktu wchodzą:
- kanton Alberton
- kanton Atikokan
- kanton Chapple
- kanton Dawson
- kanton Emo
- miasto Fort Frances
- kanton La Vallee
- kanton Lake of the Woods
- kanton Morley
- miasto Rainy River